# (237) Coelestina
(237) Coelestina ist ein Asteroid des mittleren Hauptgürtels, der am 27. Juni 1884 vom österreichischen Astronomen Johann Palisa an der Universitätssternwarte Wien entdeckt wurde.
Der Asteroid wurde benannt zu Ehren von Coelestine Rosina, geb. Mautner von Markhof (1845–1923), Ehefrau von Theodor Oppolzer, Professor für Astronomie in Wien. Coelestine war eine Tochter des bekannten Wiener Industriellen Adolf Ignaz Mautner von Markhof. Die Benennung erfolgte durch Oppolzer.

## Wissenschaftliche Auswertung
Aus Ergebnissen der IRAS Minor Planet Survey (IMPS) wurden 1992 Angaben zu Durchmesser und Albedo für zahlreiche Asteroiden abgeleitet, darunter auch (237) Coelestina, für die damals Werte von 41,1 km bzw. 0,21 erhalten wurden. Mit dem Satelliten Midcourse Space Experiment (MSX) wurden 1996 bis 1997 im Rahmen der Infrared Minor Planet Survey (MIMPS) Daten gewonnen, aus denen für den Asteroiden Werte für den mittleren Durchmesser und die Albedo von 43,3 km bzw. 0,19 bestimmt wurden. Eine Auswertung von Beobachtungen durch das Projekt NEOWISE im nahen Infrarot führte 2012 zu vorläufigen Werten für den Durchmesser und die Albedo im sichtbaren Bereich von 45,9 km bzw. 0,17.
Photometrische Messungen des Asteroiden fanden erstmals statt vom 17. bis 27. September 2009 am Santana Observatory in Kalifornien. Aus der aufgezeichneten Lichtkurve wurde eine Rotationsperiode von 29,215 h abgeleitet. Die Auswertung der archivierten Lichtkurve und weiterer Daten der Lowell Photometric Database führte in einer Untersuchung von 2016 zur Erstellung eines dreidimensionalen Gestaltmodells für zwei alternative Positionen der Rotationsachse mit prograder Rotation und einer Periode von 29,1758 h.
Mit dem Weltraumteleskop Transiting Exoplanet Survey Satellite (TESS) konnten während dessen Durchmusterung des Südhimmels 2018 bis 2019 auch Objekte des Sonnensystems beobachtet werden. Dabei wurden auch die Lichtkurven von fast 10.000 Asteroiden aufgezeichnet. Für (237) Coelestina wurde aus Messungen etwa vom 23. August bis 20. September 2018 eine Rotationsperiode von 29,1538 h erhalten.
Im Jahr 2021 wurde aus archivierten Daten und photometrischen Messungen von Gaia DR2 erneut eine Rotationsachse mit prograder Rotation berechnet. Die Rotationsperiode wurde dabei zu 29,1759 h bestimmt. Vom 15. bis 24. März 2021 wurden an verschiedenen spanischen Observatorien erneut photometrische Beobachtungen von (237) Coelestina durchgeführt. Aus der Lichtkurve wurde hier eine Rotationsperiode von 29,06 h abgeleitet.
Zwischen 2012 und 2018 wurden mit der All-Sky Automated Survey for Supernovae (ASAS-SN) auch photometrische Daten von 20.000 Asteroiden aufgezeichnet. Auf mehr als 5000 davon konnte erfolgreich die Methode der konvexen Inversion angewendet werden, darunter auch (237) Coelestina, für die in einer Untersuchung von 2021 ein verbessertes dreidimensionales Gestaltmodell für zwei alternative Rotationsachsen mit prograder Rotation und einer Periode von 29,176 h berechnet wurde. Aus archivierten Daten des Asteroid Terrestrial-impact Last Alert System (ATLAS) aus dem Zeitraum 2015 bis 2018 konnte in einer Untersuchung von 2022 mit der Methode der konvexen Inversion eine Rotationsperiode von 29,175 h bestimmt werden. Im Jahr 2023 wurde aus photometrischen Messungen von Gaia DR3 erneut ein dreidimensionales Gestaltmodell des Asteroiden für zwei alternative Rotationsachsen mit prograder Rotation und einer Periode von 29,176 h berechnet.